# Milan Škampa
Milan Škampa (4. června 1928, Praha – 14. dubna 2018) byl český violista a pedagog.
Od roku 1941 studoval hru na housle u Ladislava Černého. V roce 1944 se v šestnácti letech stal sólistou Českého rozhlasu. Po válce pak zaznamenal první úspěchy na mezinárodních soutěžích, např. v Praze (1947) a v Berlíně (1951). V roce 1956 přijal nabídku violoncellisty Antonína Kohouta, aby ve Smetanově kvartetu nahradil Jaroslava Rybenského. Škampa se musel rychle přeučit z houslí na violu a postupně se vypracoval na pozici jednoho z nejvýznamnějších českých violistů. Souběžně s působením ve Smetanově kvartetu se věnoval i pedagogické činnosti – v roce 1975 byl jmenován docentem, v roce 1990 pak profesorem.